# بوستيري
بوستيري (بالقيرغيزية: Бостери)‏ وهي قرية في مقاطعة إيسيك كول في قيرغيزستان. بلغ عدد سكانها حوالي (7,415) نسمة عام 2009.